# Vlčice (ort i Tjeckien, lat 50,56, long 15,82)
Vlčice är en ort i Tjeckien. Den ligger i den nordöstra delen av landet, 110 km nordost om huvudstaden Prag. Vlčice ligger 380 meter över havet och antalet invånare är 429.
Terrängen runt Vlčice är varierad. Vlčice ligger nere i en dal.Runt Vlčice är det ganska tätbefolkat, med 155 invånare per kvadratkilometer. Närmaste större samhälle är Trutnov, 6,4 km öster om Vlčice. I omgivningarna runt Vlčice växer i huvudsak blandskog.